# 龍騎兵行動
龍騎兵行動（英語：Operation Dragoon）為登陸普羅旺斯的代號，是盟軍於第二次世界大戰期間成功奪回德占南法的軍事行動。該行動原先擬與「霸王行动」（Operation Overlord）同步執行，惟因資源短缺，南法登陸遂遭取消。然而至1944年7月，由於諾曼第港口運力嚴重受限，難以充分供應盟軍部隊，再加上法國解放軍總司令部極力主張恢復該行動，並納入大量法軍參與，最終龍騎兵行動於同年7月獲批准，並定於8月實施。
此次登陸旨在奪取法國地中海沿岸重要港口，並開闢新戰線，加大對德軍的壓力。盟軍在登陸前先行展開突擊隊作戰，隨後美軍第6軍於蔚藍海岸灘頭登陸，並受大規模海軍特遣艦隊掩護，最後法軍B軍團陸續登岸。盟軍面對的敵軍為德軍G集团军群，該部因部分師調往他線戰場而實力削弱，且其兵員多由三線部隊東方營補充，所配裝備亦屬陳舊。
德軍受盟軍制空權與法國抵抗運動大規模起義之影響，其戰力受限，很快便遭擊潰，被迫沿罗讷河谷向北撤退，試圖在第戎建立防線。盟軍機動部隊則迅速追擊，並於蒙特利马尔設法攔截德軍退路，雙方在當地爆發激戰，陷入僵持，直至德軍最終成功撤離戰場。與此同時，法軍成功攻克马赛與土伦兩大戰略港口，並迅速恢復其運作。德軍未能守住第戎，遂下令自南法全面撤退，G集團軍進一步向北退卻，盟軍則持續追擊，最終戰線推進至孚日山脉，德軍G集團軍在此終於建立穩固防線。至9月14日，南法盟軍在與美軍第三軍團會師後，因需進行重組，加之德軍防禦日益強化，進攻遂暫告中止。
美軍認為龍騎兵行動大獲成功，因為盟軍僅用四週便解放南法大部分地區並重創德軍，只讓德軍部分精銳部隊成功撤離，且法軍奪取的港口投入使用後，迅速解決了盟軍的補給問題。然而，英方對此行動持保留態度，認為其政治影響有限，且未能促進義大利戰線的進展。

## 背景

### 序幕
此次行動在作戰規劃階段最初被命名為「鐵砧行動」（Operation Anvil），以與當時代號「巨錘行動」（Operation Sledgehammer）的诺曼底登陆相對應。後來，兩項計劃皆被重新命名，「巨錘行動」更名為「霸王行动」（Operation Overlord），而「鐵砧行動」則更名為「龍騎兵行動」（Operation Dragoon）。美國陸軍參謀長喬治·馬歇爾早在1942年就提出過入侵法國南部的計劃，並在1943年底舉行的德黑兰会议上得到了蘇聯領導人约瑟夫·斯大林的支持，後者在與美國總統富蘭克林·D·羅斯福的討論中，強調該行動應作為「霸王行動」的組成部分，並表明他更希望盟軍登陸法國西部，而非選擇巴爾幹半島，因為後者被他視為蘇聯勢力範圍的一部分。馬歇爾堅持將該行動納入盟軍的戰略規劃，而羅斯福則認為取消該行動並不可取。
自提出以來，「龍騎兵行動」便備受爭議。美國與英國軍方領導層對該行動意見分歧。英國首相温斯顿·丘吉尔反對實施該計劃，理由是此舉將分散軍事資源，而這些資源應更優先投入義大利戰役。相較於此，他更傾向於入侵巴爾幹地區產油區。邱吉爾認為，盟軍若進攻巴爾幹，不僅能切斷德軍的石油供應，還能遏制蘇聯紅軍的推進，從而在戰後歐洲的談判中占據優勢。
根據最初的計劃，「霸王行动」與「鐵砧行動」將同時發動，分別在法國北部諾曼第與法國南部展開登陸。然而，盟軍很快意識到，基於現有兵力，無法同時執行兩場大規模登陸作戰。「霸王行动」的登陸正面由三個師擴展至五個師，這使得盟軍需要額外調配大量坦克登陸艦，而這些登陸艦原本也是「鐵砧行動」所需的關鍵裝備。此外，盟軍在義大利的「鵝卵石行動」戰況不利，進一步影響了資源調配。種種因素導致「鐵砧行動」被迫推遲。然而，在諾曼第登陸後，盟軍對「鐵砧行動」的重啟愈發感興趣。由於諾曼第的港口吞吐能力不足，無法滿足盟軍的後勤需求，加之法國將軍們在夏爾·戴高樂領導下，積極推動法軍參與攻擊法國南部，使得該計劃再度受到重視。最終，儘管邱吉爾強烈反對，聯合參謀首長團仍於7月14日批准該行動，並於8月1日將其正式更名為「龍騎兵行動」，登陸日期則定於8月15日。
邱吉爾及其參謀長始終反對「龍騎兵行動」，並主張優先加強義大利戰場的作戰行動，例如奪取的里雅斯特、登陸伊斯特拉半島，並經由盧布爾雅那隘口向奧地利與匈牙利推進。然而，8月4日，邱吉爾提出應將「龍騎兵行動」（此時距預定發動日期已不足兩週）轉向布列塔尼沿岸發動登陸。但艾森豪與羅斯福堅持原計劃，特別是羅斯福考量到當時距離1944年美國總統大選僅剩四個月，不願將大量兵力轉移至巴爾幹。8月5日與9日，邱吉爾雖多次發表激烈言辭試圖說服盟軍高層，但最終未能改變決策。

### 計劃

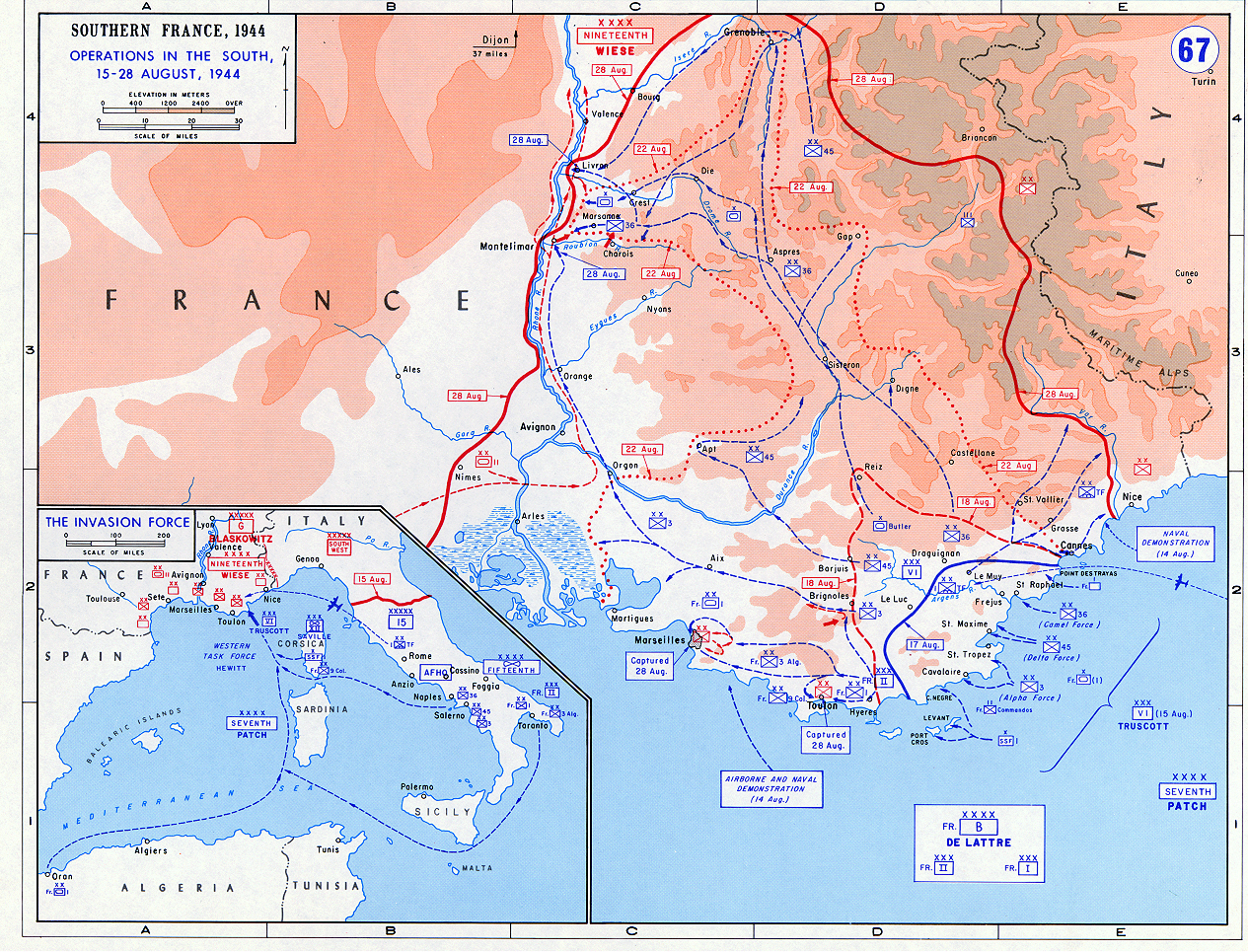
盟軍對法國南部的兩棲登陸行動及後續進攻

「龍騎兵行動」的主要目標，是奪取法國的重要港口马赛與土伦，這兩處被認為對盟軍在法國境內日益增長的部隊補給至關重要。盟軍指揮部在制定計劃時格外謹慎，汲取了安齊奧與諾曼第登陸的經驗教訓，因此選擇了一處沒有德軍掌控制高點的地區，以避免重蹈奥马哈海滩登陸時因敵軍高地火力而造成的重大傷亡。最終，盟軍決定在土倫以東的瓦尔省沿岸登陸。此外，計劃中還包括一場大規模的空中打擊，意圖摧毀數座關鍵橋樑，以切斷戰場與德軍增援部隊的聯繫。同時，盟軍還計劃在登陸區中央實施大規模空降作戰，以迅速奪取俯瞰灘頭的制高點。最後，多支突擊隊亦將登陸沿海島嶼，以確保盟軍的側翼安全。
盟軍的作戰計劃，主要為美軍少將盧西安·特拉斯科特指揮的三個師率先登陸，確保灘頭陣地的安全。法軍、美軍與加軍的突擊隊負責掩護登陸部隊兩翼。計劃在24小時內登陸5萬至6萬名士兵，以及6,500輛軍用車輛。空降部隊的目標是佔領德拉吉尼昂與勒米附近地區，以防止德軍對灘頭發動反擊。美軍主力則需迅速沿罗讷河北進，奪取里昂與第戎，並與法國北部的盟軍部隊會合。在初期登陸成功後，法國B軍團將陸續登陸，並負責攻取土倫與馬賽兩大港口。
儘管德軍已預料到盟軍可能會在地中海沿岸發動另一場登陸作戰，但由於蘇聯紅軍的推進，以及盟軍在諾曼第的成功登陸，德軍資源已極為吃緊，因此未能有效增援與強化駐防法國南部的G集团军群。德軍鑑於盟軍在法國北部的迅速推進，已認定南法的防禦無法持久。約翰內斯·布拉斯科維茨大將所屬的G集團軍指揮部，於7月至8月間便曾與國防軍最高統帥部討論撤離南法的計劃。然而，7月20日的暗殺希特勒事件後，德軍內部氣氛高度緊張，使任何撤退計劃均無法獲得批准。布拉斯科維茨深知，以其分散的部隊編制，難以抵禦盟軍的全面登陸攻勢。因此，他秘密策劃撤退，計劃在撤離時徹底破壞港口設施，並在第11裝甲師的掩護下有序撤退，轉而在法國中部的第戎建立新的防線。德軍情報部門已掌握盟軍即將發動登陸的情報，布拉斯科維茨遂於8月13日下令第11裝甲師向隆河以東移動，以應對預計中的盟軍登陸。

### 雙方部隊

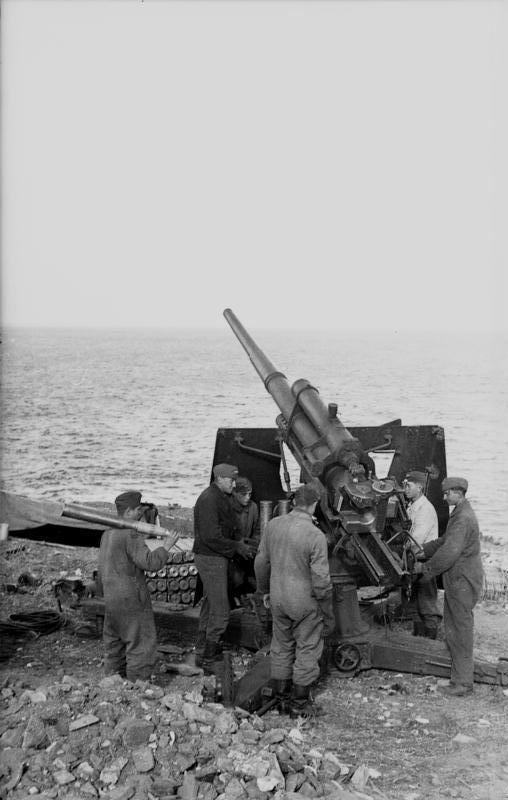
部署於南法的德軍88毫米高射炮

海軍中將亨利·肯特·休伊特將率西方海軍特遣隊，負責將美国第六集团军群（亦稱「南方集團」或「龍騎兵部隊」）運送至法國沿岸。第六集團軍於8月1日在科西嘉編成，目的是統合即將參與南法入侵的法、美軍隊。休伊特所指揮的海軍支援部隊包括美軍戰艦內華達號、德克薩斯號與阿肯色號，英軍戰艦拉米伊號，以及法軍戰艦洛林號。此外，支援行動的還有20艘巡洋舰及第88特遣艦隊的9艘护航航空母舰，負責火力掩護與海軍航空支援。
此次行動的美軍主要地面部隊為亞歷山大·帕奇指揮的第七軍團。盧西安·特拉史考特將率美軍第6軍執行首波登陸，隨後讓·德·拉特爾·德·塔西尼指揮法軍B軍團跟進。另有一支全機械化獨立分遣隊「巴特勒特遣隊」，配備大部分盟軍坦克、驅逐戰車與機械化步兵。法國抵抗運動在戰鬥中發揮了重要作用。隨著盟軍進入法國，抵抗軍從游擊隊逐漸發展為半正規軍隊法國內務部隊。該部負責牽制德軍，透過破壞橋樑與通信線路、奪取重要交通樞紐並直接攻擊孤立的德軍部隊來削弱敵軍。他們亦獲得美軍战略情报局特種部隊的支援，為盟軍提供關鍵情報。盟軍海陸部隊由一支由3,470架飛機組成的龐大空中力量支援，其中大部分駐紮於科西嘉與撒丁。戰術轟炸機與戰鬥機直接支援登陸行動，而戰略轟炸部隊則負責深入法國境內摧毀德軍目標。戰略轟炸於登陸前便已展開，主要打擊機場、交通樞紐、鐵路、防禦工事與通信線路。
德軍方面則為G集团军群。該軍儘管名為「集團軍」，但G集團軍在登陸當時實際上僅轄一個軍，即弗里德里希·維塞指揮的第19軍團。由於南法在德軍戰略規劃中始終不具重要地位，該區部隊在戰爭期間不斷被抽調至其他戰線。隨著盟軍在諾曼第登陸，G集團軍的部隊陸續北調，直至「龍騎兵行動」發動前夕，該部僅剩11個編制不足的師，其中唯一的裝甲師為第11裝甲師。8月初，第11裝甲師曾將其兩個坦克營中的一個調往諾曼第。德軍部隊沿法國海岸線布防，平均每個師需負責90公里防線。多數德軍士兵為二線或三線部隊，其中不少是傷兵、老兵及來自波蘭、捷克斯洛伐克的德意志裔人。此外，亦有大量部隊東方營與東方部隊組成，這些部隊主要由東歐志願兵——尤其是蘇聯戰俘——構成，戰鬥意志普遍低落。其裝備亦極為雜亂，使用法國、波蘭、蘇聯、義大利與捷克等各國繳獲的槍械、火炮與迫擊砲。德軍四個師被編為「靜態師」，完全缺乏機動能力，無法變換陣地。G集團軍唯一具有戰鬥力的部隊是文德·馮·維特斯海姆指揮的第11裝甲師。
德軍指揮體系過於複雜，占領軍、陸軍、空軍與海軍各有獨立指揮鏈。德軍空軍僅擁有200架飛機，海軍僅有45艘小型艦艇，在此次戰役中幾乎未發揮作用。德軍防禦主要依賴登陸前多年修築的大量海岸炮台。法國投降後，維希政府為討好德國，強化了南法沿岸防禦工事，部署約75門中重型海岸炮。其中土伦尤為重要，其防禦體系內有數座重型340毫米艦炮砲台。1942年11月德軍接管維希政權後，進一步修復損壞與老舊炮台，並調入額外火炮，包括來自拆解法國戰艦普羅旺斯號的340毫米艦炮。

## 行動

### 初步行動
盟軍為確保「龍騎兵行動」的成功，需先行執行一系列突擊作戰。其首要目標為佔領耶爾群島中的克罗港岛與勒旺島，因這兩座島嶼上的德軍駐防炮台火力可覆蓋預定的盟軍登陸區域及運輸部隊航線，所以必須加以清除。盟軍命令美加聯合特種部隊第一特種作戰部隊執行「錫特卡行動」，以奪取這兩座島嶼。該部隊由三個團組成，專精於兩棲作戰及山地戰。
8月14日，盟軍對克罗港岛與勒旺島同步展開登陸行動。在勒旺島，第一特種作戰部隊的第二、第三團最初僅遭遇零星抵抗，但當德軍駐軍在港口一帶集結後，戰況隨之激烈。然而，盟軍最終仍佔據上風，並發現德軍海岸防禦炮台實為偽裝巧妙的假陣地，並無實際火力威脅。在克罗港島，第一團成功將德軍逼退至島嶼西部一座舊堡壘內，戰鬥持續至8月16日夜間。其間，駐紮於法國本土貝納角的德軍炮兵開始砲擊克罗港島。英軍戰艦拉米伊號旋即開火，轟擊德軍據守的堡壘。翌日清晨，德軍守軍遂告投降。奪取兩島後，第一特種作戰部隊隨即轉赴法國本土，併入第一空降特遣部隊。
與此同時，在主力登陸區以西的內格雷角，大批法軍突擊隊執行羅密歐行動，旨在摧毀德軍炮兵陣地。其他突擊隊為掩護主攻部隊，亦在側翼進行佯攻與騷擾性登陸。主要任務獲得成功，數百名德軍被俘。此外，盟軍亦發動「跨度行動」，透過假登陸與偽裝空降部隊擾亂德軍防禦部署，使其兵力分散，以減輕對實際登陸區域的防禦壓力。

### 空降登陸
首批登陸的部隊為空降兵與滑翔兵，於凌晨時分投入戰場。第一空降特遣部隊於阿爾讓河谷地的勒米周邊降落，旨在阻止德軍增援登陸灘頭。美軍部隊規模最大，其首先進行「信天翁」任務空降，隨後是「鴿子」任務滑翔兵登陸，之後的「藍鳥」任務與「金絲雀」任務則負責增援前者。至於英軍，其登陸行動代號為「橄欖球行動」，由英國第二傘兵旅執行。由於濃霧與低雲影響，部分傘兵降落點距預定地點達十英里，部分較為接近，另有些則偏離十五英里之遠。英軍成功攻占勒米唐、拉莫特、克拉斯特龍與萊塞雷等村莊，隨後突襲並奪取跨越納圖比河通往勒米的橋梁。隨後，英軍確保勒米東北方與北方的制高點，美軍則控制該鎮西側與南側的高地。
美軍當日晚間試圖攻取勒米，然遭德軍擊退，直至次日下午，在增援部隊抵達後方才成功奪取該鎮，並俘獲七百名德軍士兵。此後，第一空降特遣部隊於當地固守，擊退數次德軍反擊，並等待地面部隊會合。整體而言，登陸行動取得成功，傷亡較低，共104人陣亡，其中24人死於滑翔機事故，18人死於傘降事故。

### 主力部隊登陸

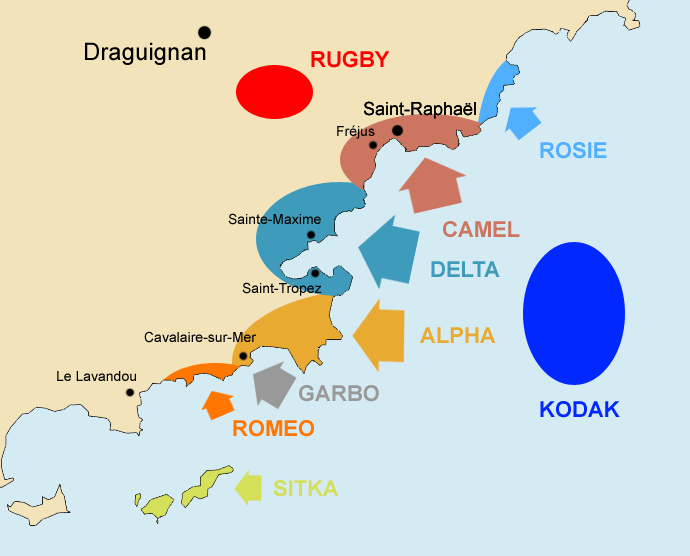
龍騎兵行動登陸態勢圖

德軍因先前的轟炸行動與法國抵抗運動的破壞活動而遭受重創，其鐵路運輸中斷，橋樑受損，通訊網絡亦遭嚴重破壞。登陸行動於8月15日清晨展開，西方海軍特遣艦隊在夜幕掩護下接近目標，於黎明時分就位。清晨6時前，來自義大利、撒丁與科西嘉的1,300架盟軍轟炸機率先展開空襲，至7時30分仍持續不斷。此時，戰艦與巡洋艦開始發射偵察機，並依據空中偵察發現的目標開火。當登陸艇於8時向岸邊駛去時，艦炮射擊暫停。由於登陸灘頭坡度較陡，潮汐變化幅度不大，軸心國未在水下設置大量障礙物，但灘頭已經佈滿地雷。負責引導登陸的步兵登陆艇在第一波攻勢中發射火箭，以引爆灘頭上的地雷，為後續部隊掃清障礙。
第一波登陸部隊為美軍第6軍麾下的三個步兵師。美軍第3步兵師負責左翼，在「阿爾法海灘」（滨海卡瓦莱尔）登陸；美軍第45步兵師位於中路，在「三角洲海灘」（圣特罗佩）登陸；美軍第36步兵師則負責右翼，在「駱駝海灘」（圣拉斐尔）登陸。此次登陸行動大獲成功。在「三角洲海灘」與「阿爾法海灘」，德軍抵抗較為薄弱，部署於此的東方部隊迅速投降，盟軍面臨的主要威脅來自地雷。當地僅有一門德軍火炮與一座迫擊砲陣地，隨即遭驅逐艦炮火摧毀。盟軍迅速建立灘頭陣地，並與空降部隊會合，相繼攻占聖特羅佩與勒米。最激烈的戰鬥發生在聖拉斐爾附近的「駱駝海灘」，該地區由多座堅固的海岸炮台與高射炮陣地防守。儘管盟軍在猛烈砲火中強行登陸，但在「駱駝海灘紅區」卻未能取得成功。盟軍遂調遣90架B-24「解放者」式轟炸機轟炸該處德軍防禦據點，然而即便有海軍火力支援，登陸艦仍難以靠近灘頭。最終，盟軍決定放棄「駱駝海灘紅區」，僅在「駱駝海灘藍區」與「駱駝海灘綠區」登陸，並取得成功。盟軍在此次登陸戰中的傷亡極為輕微，共有95人陣亡、385人受傷。其中德軍罕見出動隸屬於第100轟炸機聯隊的Do 217轟炸機，發射亨舍爾Hs 293空對艦導彈擊沉一艘坦克登陸艦，導致40人傷亡。

### 德軍反擊
法國內務部隊發動的破壞行動，加上盟軍轟炸，嚴重破壞了德軍的通信線路，使其部隊陷入混亂。德軍前線指揮官無法與G集團軍總部聯繫。儘管通訊受阻，德軍各指揮官仍獨立採取應對盟軍入侵的措施。直接面對盟軍攻勢的是費迪南德·諾伊林將軍指揮的第62軍，其通信線路完全被盟軍空降部隊切斷，司令部也被困於德拉吉尼昂城內。他遂命令鄰近的第148步兵師對勒米一帶的灘頭陣地發起攻擊，但在通信完全中斷前，其命令未能及時執行。第19軍團司令維澤同樣無法與G集團軍群總部取得聯繫，但仍自主決定對勒米-圣拉斐尔一帶的盟軍部隊發動反攻，試圖將其驅入海中。然而，由於德軍缺乏可機動調遣的預備隊，他命令第189步兵師師長理查德·馮·施維林臨時集結附近各部隊，組建戰鬥群向盟軍灘頭陣地發起攻擊。施維林尚在匯集兵力之際，駐德拉吉尼昂的第148步兵師便遭遇法國內務部隊與英軍空降部隊的頑強抵抗，使得原定迅速反擊灘頭的計劃受挫
8月15日，德軍未能對盟軍灘頭發動有效反擊；至16日晨，施維林終於集結約四個步兵營的兵力，隨即向勒米與灘頭陣地發起兩路攻擊，同時試圖解救被圍於德拉吉尼昂的第62軍司令部。然而，此時盟軍已登陸大量兵員、車輛與坦克，美軍第45步兵師的機動部隊主動出擊，包圍施維林部隊剛奪回的莱萨尔克，意圖孤立該地德軍。經過整日激戰，施維林遂於夜間下令撤退。同時，在聖拉斐爾戰況亦極為激烈。德軍第148步兵師的機動單位終於抵達該地，迎戰正試圖奪取該城的美軍第3步兵師。然而，德軍攻勢未能奏效。至8月17日，德軍主要反擊行動已遭挫敗，聖拉斐爾與沿海地區的灘頭陣地均已被盟軍穩固掌控，並成功與勒米的空降部隊會合。8月16日起，法軍陸續登陸，繞過美軍左翼，直取土倫與馬賽。8月16日至17日夜間，G集團軍群總部認識到其無力將盟軍驅入海中。同時，盟軍發動的法萊斯包圍戰正威脅北法大量德軍部隊的存亡。在此危急情勢下，阿道夫·希特勒終於放棄其「不許後退」的方針，同意國防軍最高統帥部制定的撤退計劃，允許G集團軍與B集團軍全面撤退。計劃要求南法除駐防要塞的固定部隊外，其餘德軍向北撤退，與B集團軍會合，在桑斯、第戎、瑞士邊境一線建立新防線，第148與第157步兵師則奉命向東撤退至阿尔卑斯山。然而，上述計劃已被盟軍攔截獲悉。
德國海軍對本次作戰的反應極為有限。帝國海軍雖擁有約25艘水面艦艇（主要為魚雷艇及小型艦艇），但駐热那亚的第10魚雷艇支隊僅有四艘魚雷艇可投入作戰，且並未攻擊入侵艦隊，僅有其他部隊兩次針對盟軍艦隊的零星行動。8月15日，於克羅斯港附近，美軍驅逐艦索默斯號遭遇兩艘德軍軍艦，並迅速將後兩者擊沉。8月17日，拉西奥塔外海，兩艘德軍軍艦試圖攔截執行佯攻任務的盟軍魚雷快艇與炮艇，隨後遭其護航驅逐艦迎戰，雙方激戰一小時，最終德軍兩艘艦艇均被擊沉。德國海軍亦在土倫部署了一支潛艇部隊，負責西地中海作戰。然而，至1944年夏，該部僅餘八艘U艇，且在入侵前的空襲中已有五艘被毀。8月17日夜間，其中一艘U艇試圖出航，卻在離港時擱淺，最終由艇員自行鑿沉。其餘兩艘U艇未執行任何作戰行動，亦於土倫陷落前自沉，以免遭盟軍俘獲。

### 德軍撤退
德軍開始撤退之際，盟軍機動部隊迅速突破灘頭陣地，從後方追擊德軍。盟軍的急速推進對德軍構成嚴重威脅，使其無法迅速撤離。德軍試圖在罗讷河建立防線，以掩護若干重要部隊撤退。然而，美軍第45與第3步兵師以驚人的速度向西北推進，使德軍司令弗里德里希·維塞建立新防線的計劃遭到破壞。8月19日，巴尔若勒與布里尼奥勒相繼被兩個美軍師攻克，並準備從北面包圍土倫與馬賽，切斷該區德軍退路。東北戰線的德軍情勢同樣岌岌可危，面對著正向德拉吉尼昂以北推進的盟軍機械化分隊「巴特勒特遣隊」。8月18日，被圍困的第62軍司令部在諾伊林將軍率領下嘗試突圍，然未能成功，隨後與整座城市一同落入盟軍手中。此區德軍在與法國內務部隊激戰後，已精疲力竭、士氣低落，使得「巴特勒特遣隊」得以快速推進，於8月18日解放迪涅萊班。德軍第157步兵師在格勒诺布尔面對盟軍攻勢，其指揮官遂於8月21日決定向阿爾卑斯撤退。此決策對德軍而言殊為致命，因其使撤退中的G集團軍群東翼形成一巨大缺口。約翰內斯·布拉斯科維茨此時決定犧牲駐土倫的第242步兵師與駐馬賽的第244步兵師以換取時間，使G集團軍群主力能順利撤退至羅訥河谷。同時，第11裝甲師與第198步兵師則在數條防線上掩護主力撤退。

### 解放馬賽與土倫

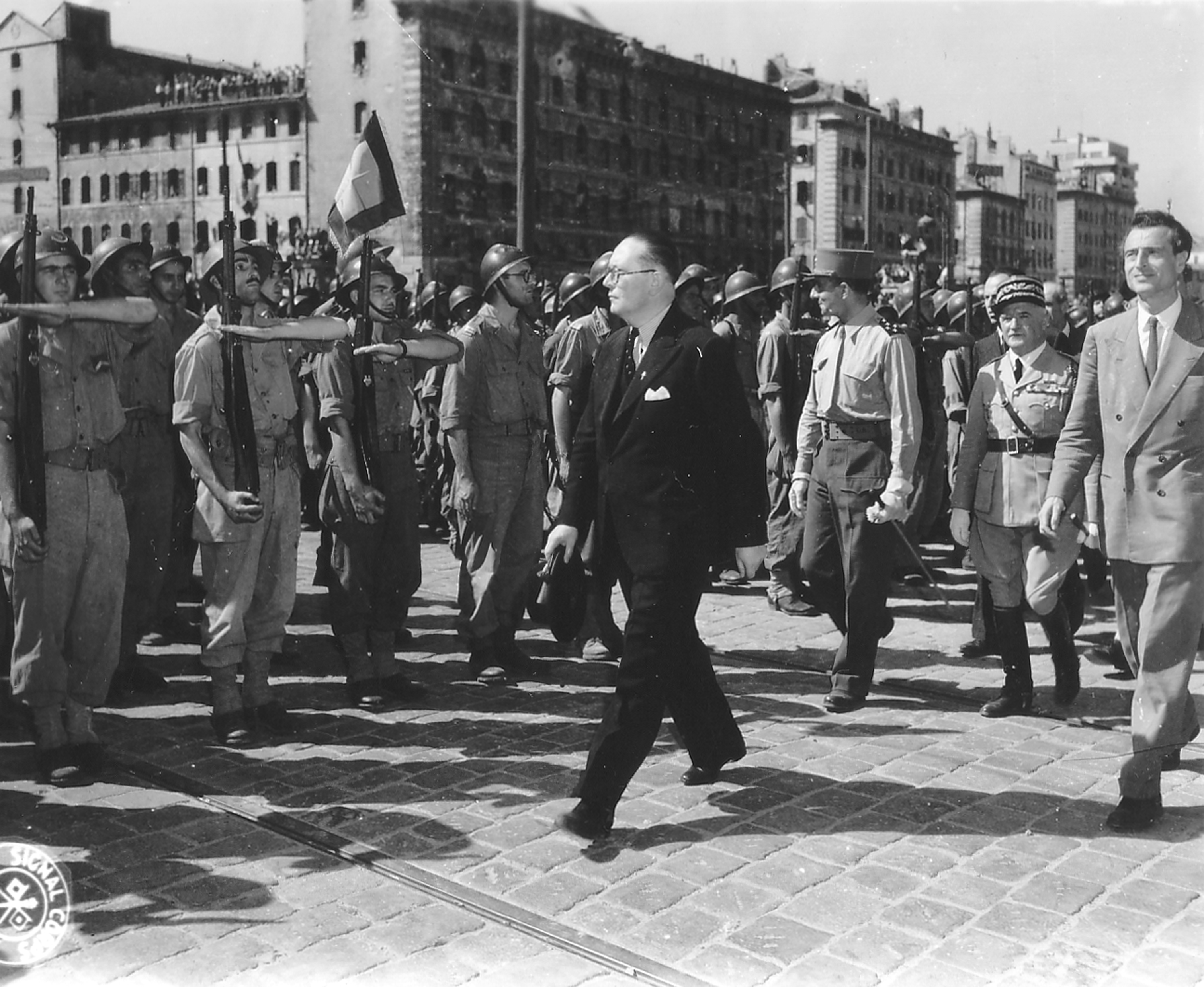
法國將軍讓·德·拉特爾·德·塔西尼與安德烈·迪耶特爾姆於1944年8月29日在解放後的馬賽檢閱部隊

與此同時，登陸的法軍部隊開始向马赛與土伦進軍。原計劃依次奪取兩座港口，然而盟軍推進速度出乎意料，使法軍司令讓·德·拉特爾·德·塔西尼得以幾乎同時進攻兩城。他將部隊分為兩支，約瑟夫·蒙薩貝爾率軍自東面攻擊土倫，埃德加·拉米納則率部向北推進，從側翼包圍該城。德軍雖於兩城均駐有相當規模的兵力，然因準備時間有限，未能構築堅固防線。8月19日，法軍在耶尔一帶與德軍激戰，進展一度受阻，隨後逼近土倫。蒙薩貝爾同時率軍迂迴，包圍該城，並切斷連接土倫與馬賽間的公路。8月21日，法軍進入土倫，戰鬥隨即爆發。德軍頑強抵抗，導致拉米納與塔西尼發生爭執，後者遂親自指揮戰役，並將拉米納解職。至8月26日，殘存德軍悉數投降。土倫之戰導致法軍傷亡2,700人，但成功俘獲德軍18,000名，全殲其駐軍。
與此同時，蒙薩貝爾開始率部進攻馬賽。法軍首先擊敗駐守奧巴涅欧巴涅的德軍，隨後直接進攻馬賽。與土倫不同的是，德軍指揮官並未疏散平民，導致當地民眾敵意日增。法國內務部隊亦與德軍交戰，使其部隊進一步削弱。在游擊戰的消耗下，德軍已無力維持完整防線，不久便潰散為多處孤立據點。8月27日，馬賽大部分地區獲解放，僅餘少數據點仍在抵抗。次日，德軍正式投降。此次戰役法軍傷亡1,825人，俘獲德軍11,000人。然而，德軍工兵已在兩港進行大規模破壞，使港口設施無法立即為盟軍所使用。。

### 蒙特利馬爾之戰

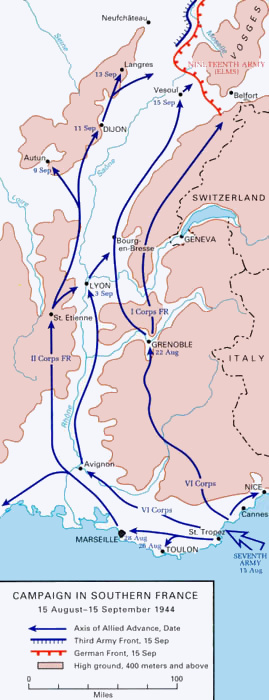
聯軍直至9月中旬的進攻進展

當馬賽與土倫相繼被法軍攻佔之際，德軍仍在持續撤退。德軍第11裝甲師向普罗旺斯地区艾克斯發動多次佯攻，以遏制盟軍進一步推進。此舉使德軍第85軍與第4航空隊野戰軍得以順利撤離罗讷河戰線。盟軍此事尚未能知曉德軍的意圖，美軍第6軍司令特拉史考特將軍只能試圖以右翼包抄方式圍困德軍，同時以三個師在正面追擊。然而，盟軍指揮部因為猶豫不決，錯失多次截斷德軍撤退路線的良機。
之後盟軍透過破解德軍無線電通訊，獲悉了德軍撤退計劃，並發現由於德軍第157步兵師撤往阿爾卑斯山，羅訥河以東的格勒诺布尔地區已露出破綻。盟軍為趁機截擊德軍，命令巴特勒特遣隊向該方向推進，並與德軍撤退路線並行，以求進一步封鎖其北撤之路。該部隊在推進過程中遇到零星抵抗，最終左轉，抵達羅訥河東岸的小城蒙特利马尔，此城正位於德軍撤退要道之上。緊隨其後的美軍第36步兵師受命於8月20日與巴特勒特遣隊共同封鎖蒙特利馬爾，並繼續向格勒諾布爾推進，而美軍第6軍其餘部隊則在後方追擊。然而，由於先遣部隊推進過快，導致燃料與補給嚴重短缺，作戰計劃遂難以順利執行。
8月21日，巴特勒特遣隊遵照特拉史考特將軍的修訂命令，占領蒙特利馬爾北部丘陵。特拉史考特認為該部兵力不足以完全封鎖德軍北撤，遂下令其據守陣地，並對撤退中的德軍發起炮擊，同時等待增援。法國內部抵抗組織亦加入戰鬥，持續騷擾德軍。此突如其來的威脅令德軍第19軍團司令維塞與德軍指揮部震驚。德軍為應對盟軍威脅，調遣文德·馮·維特斯海姆指揮的第十一裝甲師投入戰場，其先遣部隊與臨時集結的空軍戰鬥群受命消滅該新威脅。同日，德軍於皮伊發動攻擊，一度切斷巴特勒特遣隊補給線。然而，此戰果並未持久，德軍不久便被擊退。
翌日，美軍第36步兵師先遣部隊抵達戰場，增援巴特勒特遣隊。然而，盟軍補給仍極度短缺，兵力亦不足以直接切斷德軍撤退路線。隨後數日，盟軍援軍與補給逐漸到位。美軍第45步兵師進駐格勒諾布爾，從而使美軍第36步兵師得以集中兵力投入蒙特利馬爾之戰。8月23日，巴特勒特遣隊正式解編，由第36師師長約翰·E·達爾奎斯特接掌其部隊指揮權。當日戰場僅發生零星衝突，而德軍則在混亂撤退中艱難調遣第11裝甲師進入戰區。至8月24日，第11裝甲師主力終於抵達戰場。
達爾奎斯特試圖發動正面攻擊，奪取蒙特利馬爾，然遭德軍裝甲部隊擊退。隨後，德軍發動反攻，試圖奪取北部丘陵，以驅逐盟軍炮兵部隊，使其撤出射程。戰鬥中，德軍意外繳獲達爾奎斯特的作戰計劃，進而掌握盟軍部署情況。德軍司令維塞遂決定於8月25日發動大規模攻擊，集結第11裝甲師、第198步兵師及部分空軍戰鬥群投入作戰。然而，此次攻勢最終亦告失敗。盟軍旋即反擊，奪回北部丘陵，並短暫封鎖德軍撤退路線。然而，維特斯海姆再度發起突擊，於午夜重新打通德軍撤退通道。
特拉史考特因德軍反攻屢次打破盟軍封鎖，加上他認為法軍在南方港口戰役的勝利已使盟軍可將重心轉向北部，決定允許美軍第45步兵師增援達爾奎斯特。與此同時，德軍亦持續增援蒙特利馬爾戰場。接下來數日，戰場陷入僵持，盟軍無法封鎖德軍撤退路線，而德軍亦無力清除盟軍。混戰之下，雙方均感焦躁，頻繁發動攻擊與反擊，使得美軍第36步兵師難以展開決定性攻勢。儘管該師已包圍德國第19軍團，但自身亦幾乎被包圍，僅存一條向東的補給線，前後受敵。
8月26日，進展遲滯的戰況令特拉史考特親赴前線，原擬撤換達爾奎斯特，然視察戰場後，見地形險阻、部隊殘破，遂作罷。最終，於8月26日至28日，德軍主力成功撤離，遺留4,000輛燒毀車輛與1,500匹戰馬。8月29日，盟軍攻占蒙特利馬爾，最後殘存德軍終於投降。德軍於此役損失戰鬥人員2,100人，被俘8,000人，美軍則傷亡1,575人。至此，德國第19軍團累計戰俘數已達57,000人。

### 德軍最終撤退
美軍第6軍與其側翼的法軍第2軍共同追擊撤退中的德軍，試圖在德軍北撤第戎途中將其截斷。然而，德軍為避免再度重演蒙特利馬爾之敗，計劃以第11裝甲師設防掩護撤退。美軍第45步兵師與第3步兵師正與德軍第11裝甲師競速北上，各自爭取完成既定目標。與此同時，德軍仍試圖經由里昂持續撤離，並在撤退過程中炸毀橋樑，以遲滯盟軍推進。然而，美軍第45步兵師成功繞過德軍防線，於9月1日攻占梅克西米约，再度威脅德軍撤退行動。雙方在初期小規模交戰後，德軍第11裝甲師猛烈攻擊該城，造成美軍215人傷亡，並摧毀多輛坦克與車輛。
同時，德軍主力經里昂撤退。9月2日，美軍第36步兵師抵達該城，發現馬基游擊隊正與法兰西民兵激戰，大片工業區陷入火海。翌日，盟軍解放里昂，俘虜德軍2,000人，但德軍主力已向北撤離。里昂居民為此歡慶兩日。盟軍遂發起最後一次圍堵德軍的嘗試，第45步兵師與原巴特勒特遣隊之第117騎兵中隊向布尔格推進。然而，第45步兵師未能突破該地德軍防線，第117騎兵中隊則成功繞過布尔格，攻占其北方的蒙勒韦勒與马尔博。9月3日，美軍控制蒙勒韦勒，惟該中隊隨即遭第11裝甲師包圍，最終幾乎全軍覆沒，使德軍撤退路線再度暢通，美軍殘部則撤往马尔博。接下來兩週內，雙方持續發生零星交戰，盟軍雖未能成功截斷德軍主力，德軍亦無法建立穩固防線。9月10日，美軍第6軍先遣部隊與巴頓將軍指揮的第三軍團會師。特拉史考特原計劃利用此機會突破貝爾福隘口，但在9月14日他接獲盟軍最高司令部命令，要求暫停攻勢。德軍G集团军群終於在孚日山脉建立穩固防線，成功阻止盟軍進一步推進。此外，由於來自法國南北兩路的盟軍部隊已完成會合，指揮體系亟待整編，盟軍遂停止追擊，至此攻勢告一段落。
在羅訥河谷進行戰鬥撤退的同時，德軍亦自西南法國各要塞撤出殘存部隊。這些部隊沿大西洋沿岸向北撤離，並在卢瓦尔河附近轉向東進，企圖與G集團軍會合。儘管未遭遇如羅訥河戰線一般的激戰，德軍仍需穿越法國游擊隊控制區，撤退並不順利。最終，約88,000人向北撤軍，20,000人則滯留於西南法國。在撤退過程中，盟軍俘虜約19,000人，而成功抵達G集團軍防線並投入孚日山脈防禦的則約60,000人。

## 戰爭罪
隨著「龍騎兵行動」登陸日期臨近，法國抵抗運動對納粹德國佔領軍及維希法國傀儡政府的反抗行動大幅升級。德軍部隊為鎮壓起義，對法國抵抗戰士及平民實施大規模報復，犯下多起暴行與戰爭罪行。6月9日，德軍駐防部隊遭法國抵抗組織襲擊後，親衛隊「帝國」第2師於行軍北上途中，在蒂勒處決約99名平民。翌日，該部隊在奥拉杜尔屠殺642名平民，並放火焚毀全鎮。此外，德軍亦與法國合作者聯手鎮壓游擊隊，例如對韋科爾高原之抵抗據點發動攻擊，但未能取得長期成效。
在德軍自法國南部撤退過程中，暴行仍持續發生，士兵所經之地燒殺搶掠，諸多法國平民因被指控參與游擊活動，而遭軍事法庭判處死刑。然而，這些行動未能削弱法國抵抗運動，反而適得其反，激起更廣泛的民間反抗，促使更多法國人民投身游擊戰。

## 後續

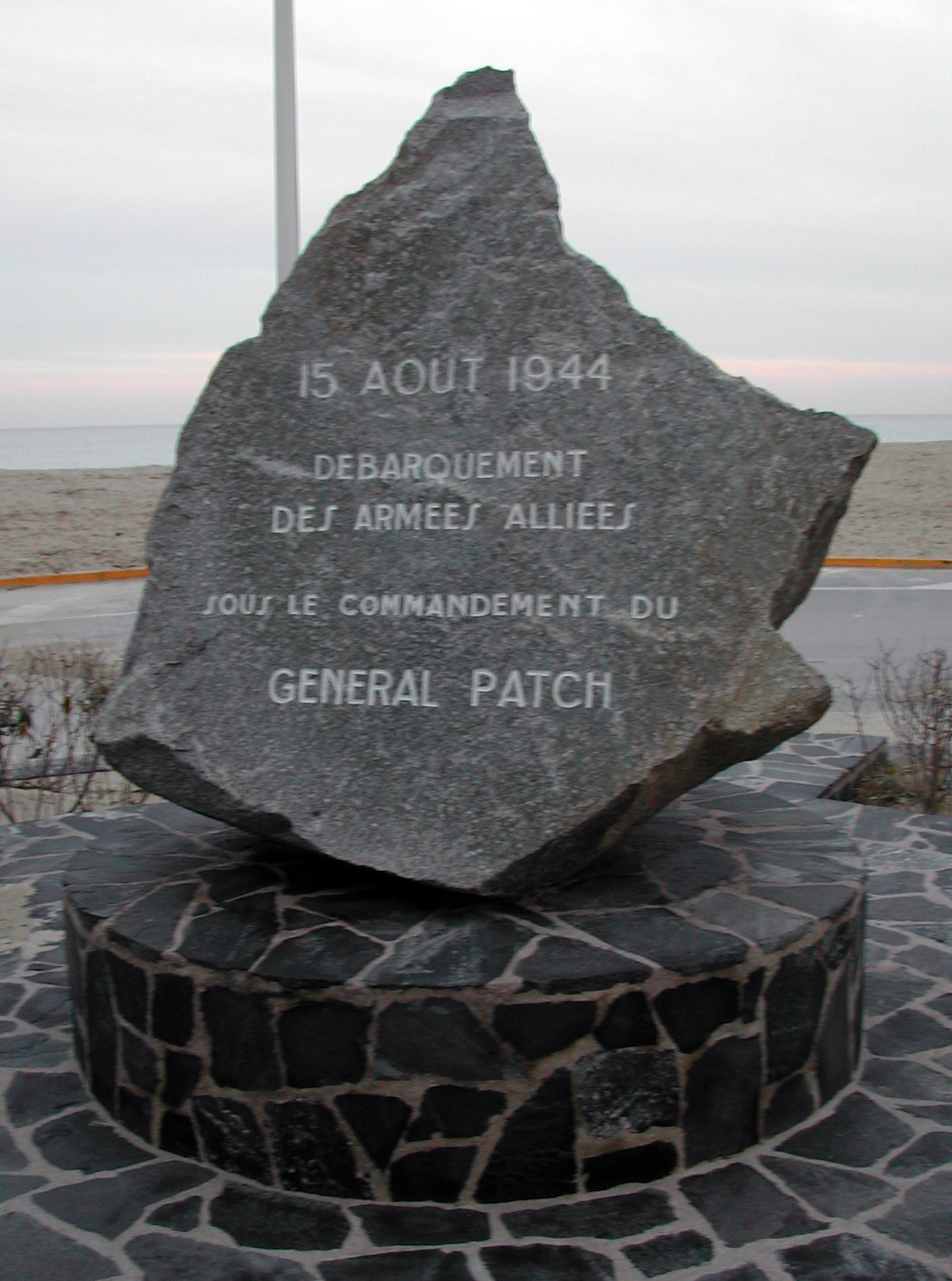
法國圣特罗佩海灘上的盟軍登陸紀念碑

「龍騎兵行動」被盟軍視為一次成功的作戰，僅用四週便解放法國南部大部分地區，並對德軍造成嚴重損失。然而，盟軍未能切斷撤退中德軍G集团军群主力，使其得以有序撤退800公里至鄰近德國邊境的孚日山脉，並保有繼續作戰的能力。盟軍未能圍殲G集團軍的主要原因在於燃料短缺，此問題在登陸後不久便開始顯現。盟軍由於未能預料自身推進之迅速，無法及時為前線部隊提供充足的補給與後勤支援
龍騎兵行動的一大戰略價值，在於得以利用南法的港口設施，尤其是马赛與土伦這兩處大型港口。在眼鏡蛇行動與龍騎兵行動結束後，盟軍於9月的推進因嚴重的補給不足而幾近停滯。盟軍遂迅速恢復港口與南法鐵路系統的運作，使大量軍需物資得以運往北方，緩解補給困境。至10月，盟軍自該區卸載補給達524,894噸，占當月西線戰場盟軍補給總量三分之一以上。此外，龍騎兵行動亦帶來政治上的影響。登陸後兩日，德軍著手解散法國維希政府，德國黨衛隊保安處突襲法國政府機構，將菲利普·贝当在內的維希官員遷往法國東部贝尔福，後又移至德國锡格马林根，並在當地充當流亡政府。隨著維希政權的崩潰，法國臨時政府的部隊重新掌控法國政治機構。安東尼·畢沃爾評論道：「南法登陸迫使德軍迅速撤退，從而減少了法國所受的破壞與苦難。」
儘管取得成功，龍騎兵行動仍受到部分盟軍將領與當代評論者的批評，如伯納德·蒙哥馬利、亞瑟·R·威爾遜與切斯特·威爾莫特，他們的主要爭論點在於該行動的地緣戰略影響。批評者認為，「龍騎兵行動」導致精銳部隊與亟需的軍備資源被調離西線主戰場，若將其用於義大利戰場，或是支援「霸王行动」部隊加速推進至萊茵河，則戰局可能更為有利。這一決策使盟軍於西線的推進陷入停滯，使史達林能夠在東線更為積極地推動攻勢，最終在進軍柏林的競賽中占得先機，並控制巴爾幹地區，為冷戰格局埋下伏筆。

## 外部連結
- US Army Campaigns of World War II – Southern France at the United States Army Center of Military History（英文）（的存檔，存档日期2007-03-12.）
- 短片 The Big Picture – Command Decision: The Invasion of Southern France (1963) 可在互联网档案馆自由下载（英文）
- Short Film The Unknown Soldier: Operation Dragoon（英文）
- Short Film The Unknown Soldier: The Children of the Resistance（英文）
- Contemporary US documentary Allied Invasion of Southern France – Operation Dragoon, the Other D-Day（英文）
- Video showing the recovery of several German soldiers killed shortly after Operation Dragoon in 2006（英文）